# کیتارو
ماسانوری تاکاهاشی (به ژاپنی: 高橋 正則) آهنگساز و نوازنده ژاپنی است که در ۴ فوریه ۱۹۵۳ در شهر تویوهاشی در کشور ژاپن به دنیا آمد. بعدها دوستانش نام مستعار کیتارو (به ژاپنی: 喜多郎) را برای وی برگزیدند.
او سابقاً ساکن ایالت کلرادو در آمریکا در مزرعه شخصی خود بود، اما هم‌اکنون ساکن شهر سباستوپل در شهرستان سونوما در شمال سانفرانسیسکو است.

## کنسرت در تهران
کیتارو حد فاصل ۲۳ تا ۲۶ مهر ۱۳۹۳ در تالار وزارت کشور توسط شرکت طنین رؤیایی پارسه و سپیدنمای دوران با همراهی گروه ارکستر سمفونیک ایران به روی صحنه رفت.

## نوجوانی و جوانی
او در خانواده‌ای به دنیا آمد که پیرو مذهب شینتو بودند. پدر و مادر او هر دو کشاورز بودند. او از کودکی متوجه می‌شود که با دهقانان اطراف خود متفاوت است و همیشه در سرش صدای موسیقی می‌شنود. پس یک گیتار می‌خرد و بدون معلم و با روش سعی و خطا گیتارنوازی می‌کند. به گفته خودش او که هرگز معلم نداشته آموخته‌است که تنها به گوش‌ها و احساسات خود اعتماد کند. باورش دشوار است، ولی یکی از بزرگ‌ترین آهنگ سازان جهان سواد موسیقی به مفهوم کلاسیکش را ندارد. کیتارو می‌گوید: من هرگز تحصیل نکرده‌ام. من نمی‌توانم نت موسیقی را بخوانم یا بنویسم. اما انگشتانم حرکت می‌کنند و من متعجب می‌شوم که این موسیقی از کجاست، من آهنگ‌هایم را می‌نویسم ولی در واقع آن‌ها متعلق به من نیستند.
همین آوای درونی او را بر آن می‌دارد تا پس از پایان دبیرستان، قید شغلی را که پدر و مادر برایش در شرکتی محلی دست و پا کرده بودند، بزند و راهی سفر به شهرهای بزرگ ژاپن شود تا شاید بتواند در آن جا موسیقی را به حرفه خود تبدیل کند. کیتاروی جوان در ابتدا مجبور می‌شود در رستوران‌های توکیو و یوکوهاما گارسونی کند، اما کم‌کم به دلیل تجربه‌اش در نواختن چند ساز مختلف توانست در کلوب‌های شبانه به عنوان نوازنده استخدام شود.

## نخستین آلبوم
پس از مدتی کیبورد نوازی در کلوب‌های شبانه با ساز جادویی سینتی سایزر آشنا می‌شود و این نقطه عطفی برای او و حتی موسیقی جهان است. پس از مدتی کار با سینتی سایزر به گروه «خانواده خاور دور» می‌پیوندد و با آنان در سراسر اروپا کنسرت می‌دهد. بالاخره در سال ۱۹۷۶ حس می‌کند که آمادهٔ ساختن نخستین آلبوم خود است. در سال ۱۹۷۷ دو آلبوم نخستش «داستان ماه کامل» و «بهشت» را منتشر می‌کند. پس از موفقیت آلبوم‌ها و اجرای چند کنسرت، شبکه تلویزیونی «ان‌اچ‌کی» برای ساخت موسیقی سریال مستند «جاده ابریشم» به سراغ او می‌آید. نمایش این مستند و انتشار آلبوم آن، موجی از شهرت و محبوبیت بین‌المللی را به همراه دارد که در نهایت منجر به بردن جایزه گرمی و جایزه گلدن گلوب و ساخت موسیقی فیلم «بهشت و زمین» برای الیور استون کارگردان آمریکایی می‌شود. وی تاکنون ۳۰ آلبوم منتشر کرده که بسیاری از آن‌ها جزو پرفروش ترین‌ها بوده‌اند. برای مثال از آلبوم «روشنی یک روح» تاکنون تنها در آمریکا حدود ۲ میلیون نسخه به فروش رفته‌است. او اکثر آثارش را در استودیو شخصی‌اش در یکی از کوهپایه‌های ژاپن ساخته، نواخته و ضبط کرده‌است.

## جشن کوهفوجی یاما
دهقانان کوهپایه‌های فوجی یاما اکنون ۲۵ سال است که در ماه اوت هر سال در آن شبی که ماه کامل است، از شامگاه تا سپیده دم را با صدای تایکو (طبل بزرگ ژاپنی) به صبح می‌رسانند. طبق سنت ژاپنی، تایکو نوازی نوعی ادای نذر است. تایکو نوازی ماه آگوست در معبد بودایی «ایکه گامی هونموجی» نیز ادای نذر کیتارو است. او برای شکرگزاری از مادر زمین، سالی یک شب طی مراسمی که ژاپنی‌ها آن را جشن ماه کامل می‌نامند تا صبح بر تایکو می‌کوبد. آن قدر می‌کوبد و می‌کوبد که اغلب از دستانش خون جاری می‌شود، اما صدای طبل هرگز تا طلوع آفتاب قطع نمی‌گردد.

## نگارخانه

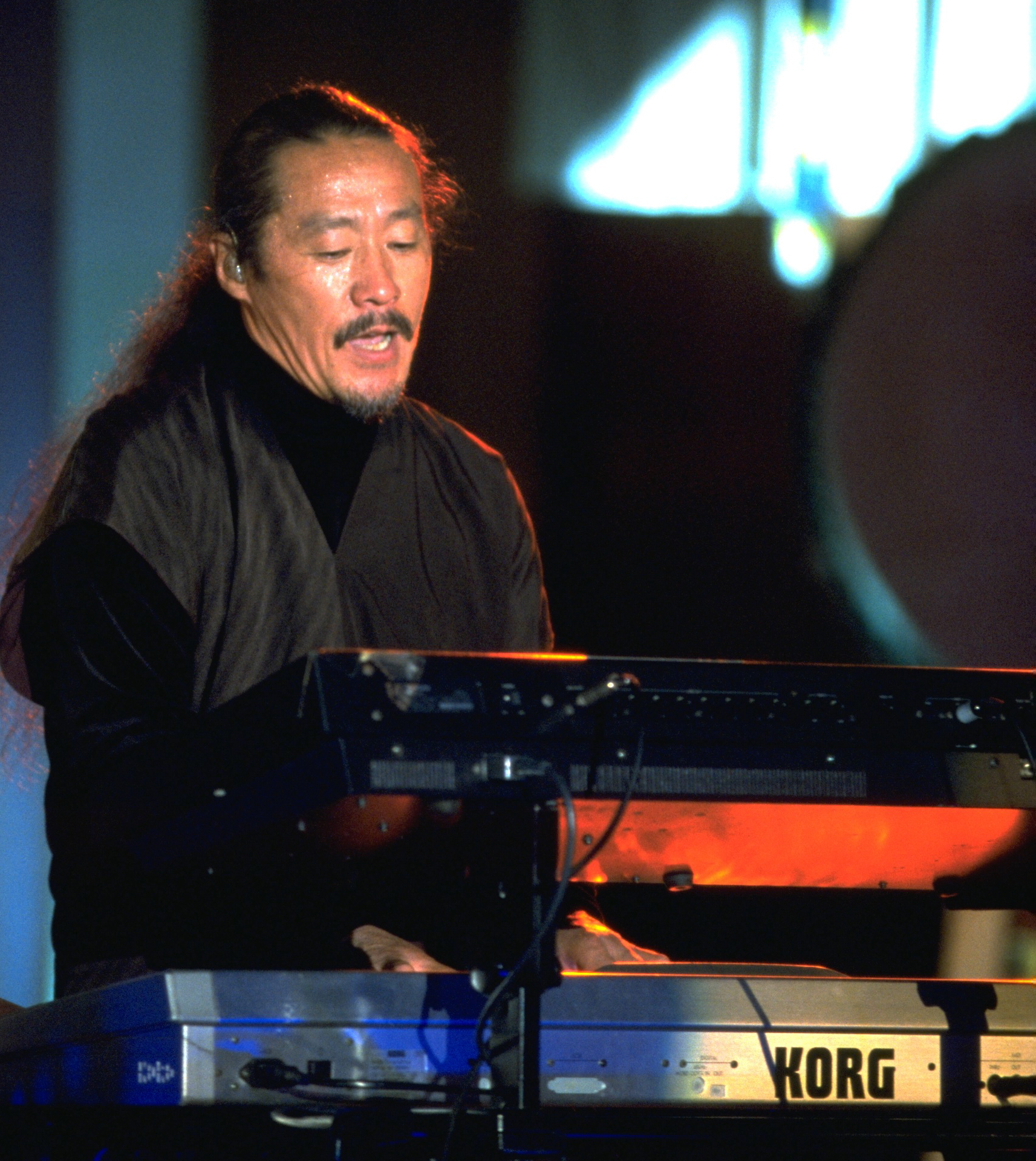
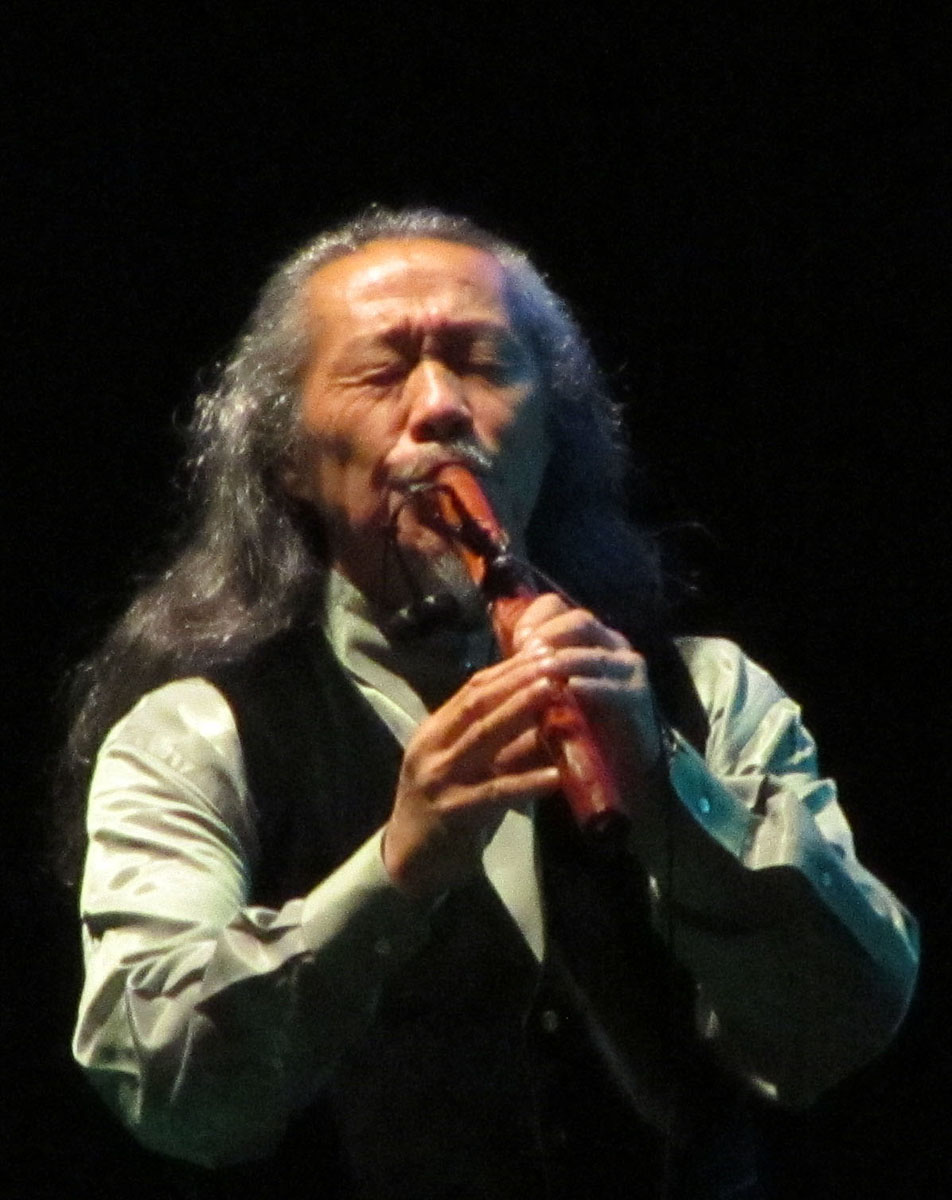
کیتارو در کنسرت مهر ۱۳۹۳ اکتبر ۲۰۱۴ تهران در حال نواختن فلوت ژاپنی
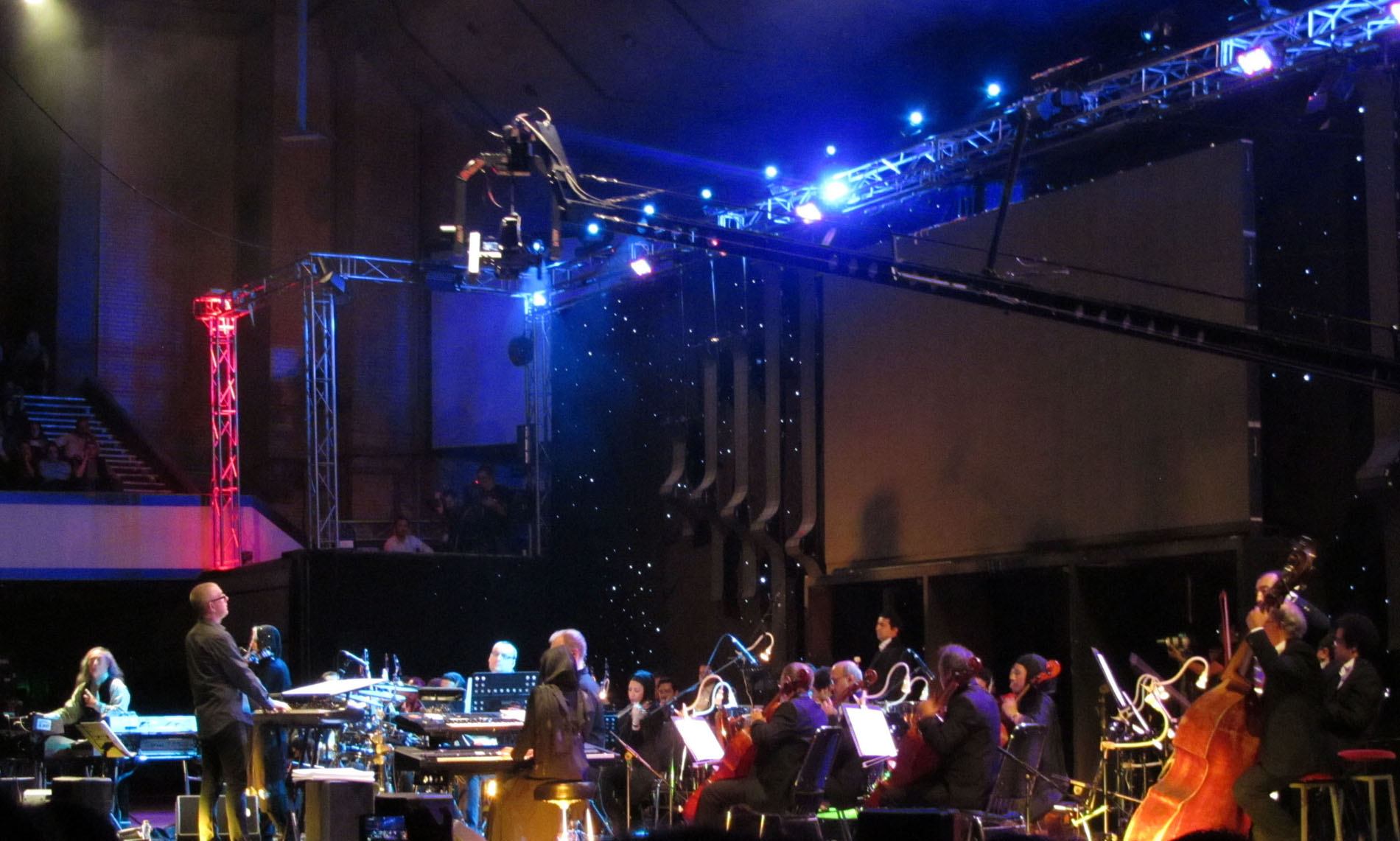
کیتارو در کنسرت مهر ۱۳۹۳ اکتبر ۲۰۱۴ تهران و ارکستر سمفونیک ایران
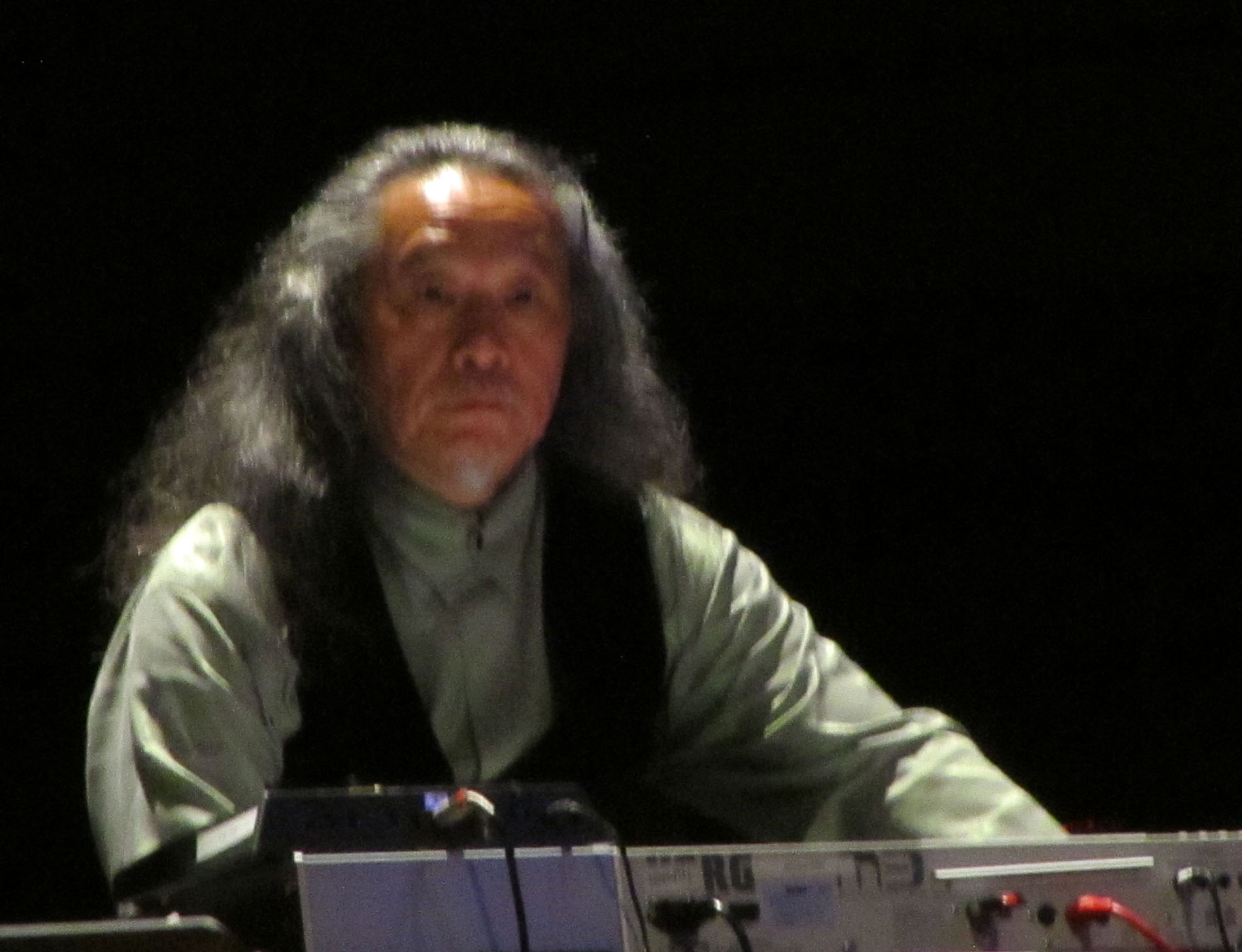
کیتارو در کنسرت مهر ۱۳۹۳ اکتبر ۲۰۱۴ تهران در حال نواختن سینتی‌سایزر